# Памятник Николаю Куценко
Памятник Николаю Евдокимовичу Куценко установлен на его могиле в сквере шахты «Лидиевка», на аллее Героев.
Штурман 73-го гвардейского истребительного авиаполка капитан Куценко погиб в воздушном бою, который происходил 19 мая 1943 года недалеко от текущего места захоронения. В этом бою участвовали советские «Яки» и немецкие «Мессершмитты». Самолёт Куценко был сбит и упал в районе шахты «Лидиевка» и ушел под землю на глубину около двух метров.
Этот район был в то время оккупирован немецкими войсками. Местное командование решило, что сбит немецкий самолёт и отправило местных жителей его откопать. Раскопки прекратили, выяснив, что самолёт советский.
В послевоенное время останки самолёта были обнаружены при прокладке телефонного кабеля. Среди останков были ствол пулемёта, ствол скорострельной пушки, двигатель, патроны.
Участвовавшие в первых раскопках местные жители передали в партком планшет Николая Евдокимовича Куценко, который они тайком от немцев забрали с раскопок.
Торжественное перезахоронение останков лётчика состоялось на аллее Героев силами рабочих Кировского района Донецка. На его могиле установили обелиск с красной пятиконечной звездой на вершине. Ранее на обелиске также была прикреплена модель самолёта. В настоящее время она не сохранилась, осталось только крепление.
Кроме памятника Куценко в аллее Героев также установлены памятники в память о революционных событиях 1905—1907 годов на шахтах Лидиевских рудников; командиру продотряда товарищу Галунову зверски убитому кулаками в 1920 году; воинам-лидиевцам павшим в боях за Родину в 1941—1945 годах.